# 圣若尔
圣若尔（法語：Saint-Jores，法語發音：[sɛ̃ ʒɔʁ]）是法国芒什省的一个旧市镇，属于库唐斯区。2016年，圣若尔与临近的3个市镇合并为新市镇蒙瑟内勒。

## 地理
圣若尔（49°18'11"N, 1°25'18"W）面积12.73 平方千米，位于法国诺曼底大区芒什省，该省份为法国西北部沿海省份，西、北、东北三面环大西洋，东起顺时针与卡爾瓦多斯省、奧恩省、马耶讷省和伊勒-维莱讷省接壤。
与圣若尔接壤的市镇（或旧市镇、城区）包括：夸尼、歐韋爾、博特、戈尔日、勒普莱西拉斯泰尔、普雷托-圣苏珊。
圣若尔的时区为UTC+01:00、UTC+02:00（夏令时）。

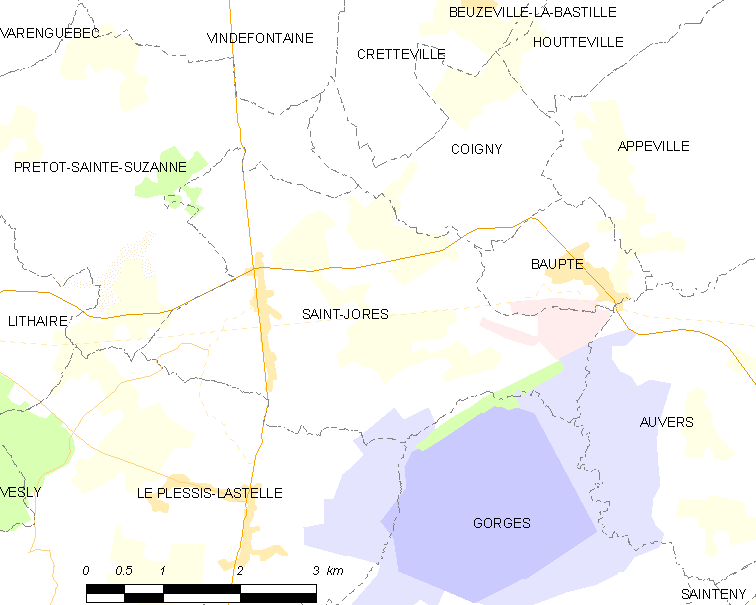
圣若尔的OSM定位图

## 行政
圣若尔的邮政编码为50250，INSEE市镇编码为50497。

## 政治
圣若尔所属的省级选区为克雷昂斯县。

## 人口
圣若尔于2018年1月1日时的人口数量为370人。